# Василий Михайлович (князь кашинский)

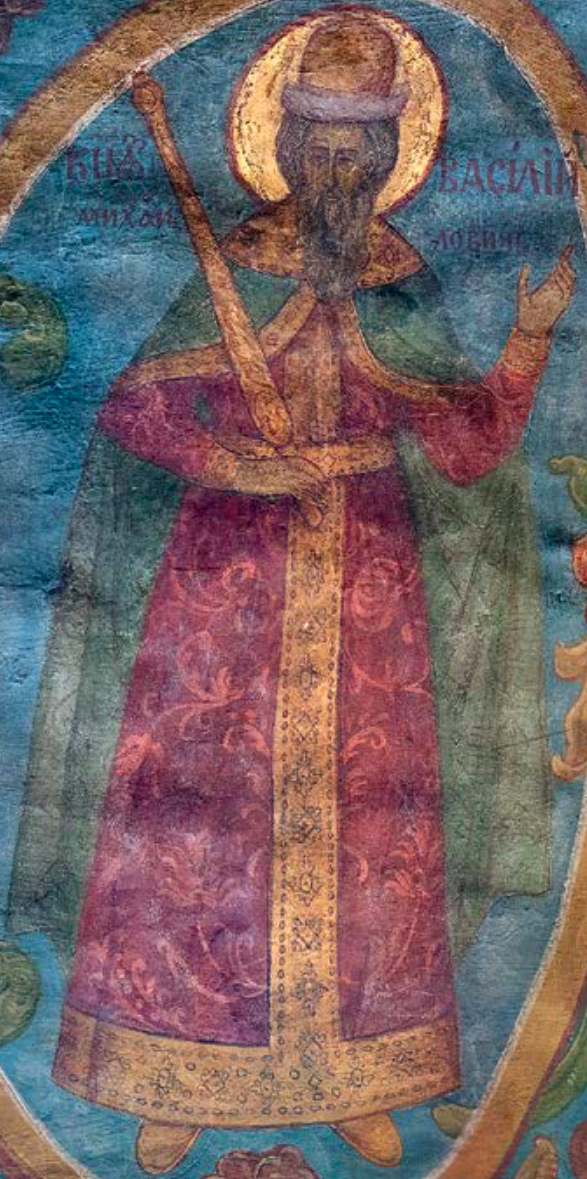
Фреска с изображением Василия Михайловича из композиции "Древо российских государей", Новоспасский монастырь, XVII в.

Эта статья о последнем кашинском князе. О тверском князе и родоначальнике кашинских князей см. Василий Михайлович (князь тверской)
Васи́лий Миха́йлович (ум. 6 мая 1382 г.) — князь Кашинский в 1373—1382 годах. Историки нередко именуют его Василием Михайловичем II — во избежание путаницы с дедом Василием Михайловичем I и троюродным братом Василием Михайловичем III.
Василий был сыном кашинского князя Михаила Васильевича и московской княгини Василисы Семёновны, дочери великого князя московского и владимирского Семёна Гордого. В 1373 году Василий после смерти отца унаследовал Кашинский удел. По совету бабки (Елены Ивановны, вдовы Василия Михайловича I) и бояр он поехал к тверскому князю Михаилу Александровичу, с которым кашинские князья находились в родовой вражде и отдался в его волю, но уже на следующий год бежал в Москву.
В 1375 году вместе со многими другими князьями Василий участвовал в походе на Тверь, организованном Дмитрием Ивановичем Московским. По мирному договору, заключённому в том же году, Кашинское княжество было признано самостоятельным, независимым от Твери, и отдано под защиту и покровительство Великого княжества Московского.
Предполагают, что Василий Михайлович в 1380 году участвовал в Куликовской битве в составе Засадного полка.
Умер Василий Михайлович в 1382 году, не оставив наследника. Погребен в соборной церкви Воскресенья. Жену его звали Елена.
После смерти Василия Кашинское княжество вернулось в качестве удела в состав Тверского великого княжества. Княжили в этом уделе последовательно сыновья Михаила Александровича: Александр Ордынец, Борис и Василий (он же Василий Михайлович III).